# Salamanos
Salamanos (Σαλαμάνος) war ein spätantiker Mosaizist, der im frühen 6. Jahrhundert in Arabia, dem heutigen Jordanien, zusammen mit Obed(os) (Οβεδ(ος)) tätig war.
Die beiden sind einzig durch die Nennung in einer Inschrift in einer Kirche im Wadi 'Uyun Musa am Berg Nebo bekannt: κ(ύρι)ε, πρόσδεξε τὴν προσφορ(ὰν) Οβεδου εὐλ(αβεστάτου) ἀρχηδιακ(όνου) καὶ Σαλαμάνου·ψηφοθέται αὐτοὶ ἠργάσοντα. („Herr nimm an die Stiftung des sehr gottesfürchtigen Erzdiakons Obedos und des Salamanos! Als Mosaizisten haben sie es selbst hergestellt.“)
Möglicherweise ist der gleiche Salamanos in einer weiteren Inschrift der Kirche als Diakon und Oikonomos (Verwalter) der Kirche genannt.
Bei Salaman(os) und Obed(os) handelt es sich um arabische Namen.